# トゥガン・ソヒエフ
トゥガン・タイムラゾヴィチ・ソヒエフ（ロシア語: Туга́н Таймура́зович Со́хиев, ラテン文字転写: Tugan Taymourazovitch Sokhiev、オセット語: Сохиты Таймуразы фырт Тугъан, ラテン文字転写: Soxity Tajmurazy fyrt Tuhan、1977年10月21日 - ）は、北オセチア出身の指揮者。

## 人物・来歴
1977年、北オセチアのウラジカフカスにて、技師と教師を両親として生まれる。7歳でピアノを始める。1996年にゲルギエフ記念ウラジカフカス芸術学校を卒業し、サンクトペテルブルク音楽院で1999年までイリヤ・ムーシン、その後2001年に卒業するまでユーリ・テミルカーノフに師事する。

## 受賞歴
1999年の第3回プロコフィエフ国際コンクールの指揮部門で最高位（1位無しの2位2人）を受賞する。

## 指揮活動
2001年12月にマリインスキー劇場アカデミーの若手歌手との共同作業による『ランスへの旅』を指揮して、マリインスキー劇場にデビューし、以降も同劇場とは密接な関係を保つ。
2001年2月にアイスランド・オペラで『ラ・ボエーム』の新演出を指揮したのに続いて、9月にウェールズ・ナショナル・オペラでも同作品を演奏し、12月には2003年から同劇場の音楽監督に就任することが発表された。ただし、このポストは2004年に任期途中で突然辞任している。
2005年のシーズンからトゥールーズ・キャピトル国立管弦楽団の首席客演指揮者並びに音楽アドヴァイザーに就任し、2008年から2022年まで同楽団の音楽監督、2012年から2016年までベルリン・ドイツ交響楽団の首席指揮者、2014年から2022年までボリショイ劇場の音楽監督を務めた。
客演実績としては、フィルハーモニア管弦楽団、スウェーデン放送交響楽団、フランクフルト放送交響楽団、フランス国立管弦楽団、ロイヤル・コンセルトヘボウ管弦楽団、パリ管弦楽団など。2009年にズービン・メータの代役としてウィーン・フィルハーモニー管弦楽団の定期にデビューし、2010年にはベルリン・フィルハーモニー管弦楽団の定期に登場した。
日本では、2008年10月11日（土）に、サントリーホールでNHK交響楽団を指揮し、ヴァイオリン独奏に神尾真由子を迎えて、リャードフの交響詩「魔法をかけられた湖」、プロコフィエフのヴァイオリン協奏曲第2番、ショスタコーヴィチの交響曲第5番を演奏した。また、2016年10月に、サントリーホールで行われたNHK交響楽団第1846回定期公演に登場し、同公演のプログラム中ではベートーヴェンのピアノ協奏曲第3番ハ短調 作品37でエリザーベト・レオンスカヤと共演した。以後、2017年、2019年、2021年、2023年、2024年、2025年とN響への客演を重ねている。
2022年のロシアのウクライナ侵攻を受け、「ヨーロッパでロシア音楽・芸術家が "キャンセル文化" の犠牲になっていること」「愛するロシアの音楽家たちと愛するフランスの音楽家たちのどちらかを選ぶという不可能な選択を迫られたこと」を理由として、ボリショイ劇場とトゥールーズ・キャピトル国立管弦楽団の音楽監督を辞任した。

## 録音
オセット人のヴェロニカ・ドゥダロヴァが創設したロシア交響楽団を2003年に指揮したものや、2004年のエクス＝アン＝プロヴァンス国際音楽祭で指揮した『3つのオレンジへの恋』が映像化されているほか、トゥールーズ・キャピトル国立管弦楽団とロシアの作品を録音している。